# Combinata nordica ai XIII Giochi olimpici invernali
Nella combinata nordica ai XIII Giochi olimpici invernali fu disputata una sola gara, il 18 e il 19 febbraio, che assegnò solo le medaglie olimpiche (a differenza di salto e fondo, i cui titoli furono validi anche come Campionati mondiali di sci nordico).

## Risultati
Presero il via 31 atleti di 9 diverse nazionalità. La prima prova disputata, il 18 febbraio alle 12:30, fu quella di salto. Sul trampolino K70 del MacKenzie Intervale Ski Jumping Complex s'impose il tedesco orientale Ulrich Wehling davanti allo statunitense Walter Malmquist e al tedesco occidentale Hubert Schwarz; quinto fu l'altro tedesco orientale Konrad Winkler e settimo il finlandese Jouko Karjalainen. Il giorno dopo, dalle 12:00, si corse la 15 km di sci di fondo sul percorso che si snodava sul monte Van Hoevenberg con un dislivello massimo di 124 m; a vincere fu Karjalainen davanti al polacco Jan Legierski, al sovietico Fëdor Kolčin e a Hettich, che confermò l'oro. Karjalainen risalì fino all'argento mentre Winkler, ottavo nel fondo, guadagnò il bronzo.
| Posizione | Atleta            | Nazione          | Punti   |
| --------- | ----------------- | ---------------- | ------- |
| 1         | Ulrich Wehling    | Germania Est     | 432,200 |
| 2         | Jouko Karjalainen | Finlandia        | 429,500 |
| 3         | Konrad Winkler    | Germania Est     | 425,320 |
| 4         | Tom Sandberg      | Norvegia         | 418,465 |
| 5         | Uwe Dotzauer      | Germania Est     | 418,410 |
| 6         | Karl Lustenberger | Svizzera         | 412,210 |
| 7         | Aleksandr Majorov | Unione Sovietica | 409,135 |
| 8         | Gunter Schmieder  | Germania Est     | 404,075 |
| 9         | Hubert Schwarz    | Germania Ovest   | 402,145 |
| 10        | Jan Legierski     | Polonia          | 400,930 |

## Medagliere per nazioni
| Posizione | Nazione      | Oro | Argento | Bronzo | Totale |
| --------- | ------------ | --- | ------- | ------ | ------ |
| 1         | Germania Est | 1   | 0       | 1      | 2      |
| 2         | Finlandia    | 0   | 1       | 0      | 1      |